# Lodewijk Theodoor van Nassau-LaLecq (1741-1795)
Lodewijk Theodoor graaf van Nassau-Lalecq (Terheijden, 20 november 1741 - Ravenstein (stad), 11 april 1795, begraven aldaar op 13 april 1795, later bijgezet in de Grafkelder van Nassau-LaLecq te Ouderkerk. Hij werd in 1752 geadopteerd door zijn vaders broer Hendrik Carel van Nassau-LaLecq. Hij was heer van Ouderkerk (1762-1773).
Lodewijk Theodoor werd geboren als zoon van Lodewijk Theodoor I van Nassau-LaLecq en diens tweede echtgenote Josina Geertruida Crommelin in het buitengoed Monnikhoff te Terheijden. Omdat zijn vader kort hierop sterft, wordt hij opgevoed door zijn oom Hendrik Carel van Nassau-LaLecq en zijn tante Adriana Margaretha Huguetan in hun huis aan het Lange Voorhout in Den Haag. Hij werd vervolgens op 8 november 1752 door zijn oom, die inmiddels weduwnaar was geworden, geadopteerd. Hierdoor erfde hij in 1762 de heerlijkheid van Ouderkerk. In 1763 zou Lodewijk Theodoor de Schotse advocaat en schrijver James Boswell ontmoeten. Van 1766 tot begin 1769 zal hij in Lausanne wonen.
Doordat hij Jeanne Françoise Elisabeth de Crousat, dochter van de Generaal-Majoor in het Staatse leger, heeft bezwangerd, is hij gedwongen met haar op 13 juli 1767 per procuratie te Utrecht in het huwelijk te treden. Kort na de geboorte van hun dochter Gertrude Françoise Elisabeth van Nassau-LaLecq op 8 januari 1768 komt Jeanne echter te overlijden, zodat Lodewijk Theodoor in 1768 terug vrij is een nieuw huwelijk af te sluiten.
Hij treedt op 4 april 1768 te Pully met Markiezin Anne Pauline Marie de Chandieu-Villar in het huwelijk. Het huwelijk blijkt geen succes te zijn en de met schulden overladen Lodewijk Theodoor verlaat in 1769 Lausanne, op zoek naar een betrekking in de Republiek der Zeven Verenigde Nederlanden. Op 21 augustus 1769, zes maanden na zijn vertrek, beviel Anne van een zoon: Lodewijk Filips Carel van Nassau-LaLecq. Om zijn schulden te delgen verkoopt hij de heerlijkheid van Ouderkerk aan zijn jongste oom Jan Nicolaas Floris.
In 1776 zijn zijn schulden zo hoog opgelopen dat hij de hulp van zijn tante Johanna Gevaerts moet inroepen. Hij zou rond 1779 worden benoemd als extraordinaris-raad van Culemborg, en later nog als raad in het hof van Vianen. Daarnaast houdt Lodewijk Theodoor zich bezig met literaire activiteiten. Zo zal hij gematigd patriottistische werken publiceren, waaronder Brieven over de Noord-Amerikaansche onlusten (1777-1778) en werken over het republikeins staatsbestel. Hij verwerft zich hiermee de nodige bekendheid en van 1779 tot 1784 is hij redacteur van het tijdschrift De Staatsman. Hij schrijft ook komedies.
Door zich in 1786 tot het katholicisme te bekeren en de patriotten te steunen zou hij zich van zijn familie vervreemden. In 1787 ontvlucht hij dan ook na de nederlaag van de patriotten het land. Hij vestigt zich als gewoon burger in Ravenstein, waar hij uiteindelijk ook zou komen te overlijden in april 1795.
Zijn dochter Gertrude Francoise Elisabeth van Nassau (Lausanne, 8 januari 1768-Friedrichshof, 17 november 1838) trouwde op 25 april 1786 met Karel Frederik, graaf von Rhebinder (1764-18 november 1841), doch het huwelijk bleef kinderloos. Von Rehbinder was een telg uit het lijflands geslacht Rehbinder en in 1820 oprichter van de oudste en grootste brouwerij (Saku), in de gelijknamige plaats in Estland, die thans tot de Carlsberg-groep behoort.